# Víktor Bochántsev
Víktor Petróvich Bochántsev (en ruso: Виктор Петрович Бочанцев 1910 - 1990) fue un reputado botánico, explorador y taxónomo ruso, especialista en crucíferas.
Desarrolla gran parte de su actividad científica en el "Instituto Botánico V. L. Komarov de San Petersburgo.

## Algunas publicaciones
- Publicaciones en revistas científicas, tales como:
  - Botanicheskii Zhurnal. Moscú & Leningrado

- - Novosti sistematiki vysshikh rastenii. Moscú & Leningrado

- - Botanicheskie Materialy Gerbariya Botanicheskogo Instituti Imeni V.L. Komarova Akademii Nauk S S S R

### Libros
- l.e. Rodin, b. Vinogradov, y. Mirochnenko, m. Pelt, h. Kalenov, v. Botschantzev. 1970. Etude géobotanique des pâturages du secteur ouest du département de Médéa (Algérie). 124 pp. Naúka

- Descripciones de floras, tales como:
  - Flora URSS
  - Flora Tadzhikskoĭ SSR
  - Flora Uzbekistana
  - Flora Coreana
  - Flora Qinghaiica

## Honores

### Eponimia
Género
- (Brassicaceae) Botschantzevia Nabiev 1972[1]

Especies
- Perovskia botschantzevii Kovalevsk. & Kochk. 1986
- Stubendorffia botschantzevii Vinogradova 1974
- Lagochilus botschantzevii Kamelin & Zuckerw. 1983
- Eversmannia botschantzevii S.A.Sarkisova 1981
- Achnatherum botschantzevii  Tzvelev 1974

- La abreviatura «Botsch.» se emplea para indicar a Víktor Bochántsev como autoridad en la descripción y clasificación científica de los vegetales.[2]